# Thành Công, Gò Công Tây
Thành Công là một xã thuộc huyện Gò Công Tây, tỉnh Tiền Giang, Việt Nam.

## Địa lý
Xã Thành Công nằm ở phía đông huyện Gò Công Tây, có vị trí địa lý:
- Phía đông giáp thành phố Gò Công
- Phía tây giáp xã Đồng Thạnh
- Phía nam giáp các xã Thạnh Trị và Yên Luông
- Phía bắc giáp xã Bình Phú và thành phố Gò Công.

Xã có diện tích 8,11 km², dân số năm 2008 là 4.514 người, mật độ dân số đạt 557 người/km².

## Lịch sử
Sau năm 1975, Thành Công là một xã thuộc huyện Gò Công cũ.
Ngày 13 tháng 4 năm 1979, Hội đồng Chính phủ ban hành Quyết định số 155-CP. Theo đó, chia huyện Gò Công thành hai huyện Gò Công Đông và Gò Công Tây, xã Thành Công thuộc huyện Gò Công Tây.
Ngày 16 tháng 2 năm 1987, Hội đồng trưởng ban hành Quyết định số 37-HĐBT. Theo đó, điều chỉnh một phần diện tích và dân số của xã Thành Công về thị xã Gò Công vừa tái lập.
Ngày 21 tháng 1 năm 2008, Chính phủ ban hành Nghị định 09/2008/NĐ-CP. Theo đó. điều chỉnh 580,72 ha diện tích tự nhiên và 2.238 người của xã Thành Công về xã Bình Xuân, thị xã Gò Công quản lý.
Sau khi điều chỉnh địa giới hành chính, xã Thành Công còn lại 810,52 ha diện tích tự nhiên và 4.514 người.

## Xã hội
Cơ sở giáo dục do Sở Giáo dục và Đào tạo quản lý: Trường THCS và THPT Phú Thành tại ấp Bình Lạc.